# Асман, Вальтер
Вальтер Асман (нем. Walter Aßmann; 22 июня 1896 — 1 мая 1964) — немецкий военачальник, генерал-лейтенант вермахта, командующий 101-й егерской дивизией во время Второй мировой войны с 12 июля 1944 по 8 мая 1945 года. Кавалер Рыцарского креста Железного креста, высшего ордена нацистской Германии. Пленён войсками США в 1945 году. Освобождён из плена в 1947 году.

## Награды
- Железный крест 2-го класса (28 августа 1915) (Королевство Пруссия)
- Железный крест 1-го класса (16 октября 1916)
- Нагрудный знак За ранение (1918) в чёрном
- Медаль «За храбрость»[нем.] (Великое герцогство Гессен)
- Ганзейский крест Гамбурга (28 мая 1918)
- Почётный крест Первой мировой войны 1914/1918 с мечами (9 марта 1935)
- Пряжка к Железному кресту 2-го класса (29 июня 1940)
- Пряжка к Железному кресту 1-го класса (15 июля 1941)
- Медаль «За зимнюю кампанию на Востоке 1941/42»
- Немецкий крест в золоте (25 апреля 1942)
- Рыцарский крест Железного креста (10 февраля 1945)